# Joseph de Baye
Amour-Auguste-Louis-Joseph Berthelot de Baye, född den 31 januari 1853 i Paris, död där den 21 augusti 1931, var en fransk baron och arkeolog.
de Baye deltog redan 1874 i internationella arkeologkongressen i Stockholm. I början sysslande med stenåldersproblem, övergick han på 1880-talet till studiet av folkvandringstidens kultur i Frankrike, England, Ryssland, Ungern, Böhmen och Nordafrika. Han gjorde på ett förtjänstfullt sätt västeuropeisk forskning bekant med viktiga ryska fynd av gotiska kulturlämningar. Ett flertal uppsatser i dessa ämnen är publicerade i dels "Bulletin", dels "Mémoires de la societé des antiquaires de France", i "Revue archéologique" och på andra ställen.